# Flughafen Sioux Lookout

i7
i11
i13
Der Flughafen Sioux Lookout, englisch Sioux Lookout Airport, ist der Flugplatz der Stadt Sioux Lookout im kanadischen Ontario.

## Geschichte
Der Flughafen Sioux Lookout wurde im Jahr 1933 in Betrieb genommen. In der Mitte der 1930er Jahre war der Flughafen einer der verkehrsreichsten in Nordamerika, einige bezeichneten den Flughafen sogar als den zweitwichtigsten des Kontinents. In der darauffolgenden Zeit verlor der Flughafen jedoch stark an Bedeutung. 1974 verkaufte der Eigentümer, die „Federal Department of Transportation“, den Flughafen an die Gemeinde von Sioux Lookout. Das heutige Terminal wurde 1995 eingeweiht und war ursprünglich auf 48.000 Passagiere im Jahr ausgelegt. Wegen des größeren Aufkommens musste der Flughafen deshalb kurz darauf die Gebäude erweitern. Im Passagiergeschäft sind heute die beiden Fluggesellschaften Wasaya Airways und Bearskin Airlines aktiv.

## Zwischenfälle
- Am 1. Mai 1995 kollidierte eine Fairchild Swearingen Metro 23 der Bearskin Airlines (Luftfahrzeugkennzeichen C-GYYB) auf dem Flug von Red Lake (Ontario) nach Sioux Lookout im Landeanflug mit einer Piper PA-31-350 Navajo Chieftain (C-GYPZ) der Air Sandy, die gerade in Gegenrichtung gestartet war. Alle drei Insassen der Metro und die fünf der Navajo wurden getötet (siehe auch Flugzeugkollision bei Sioux Lookout).[1]